# David Andrews (Schauspieler)

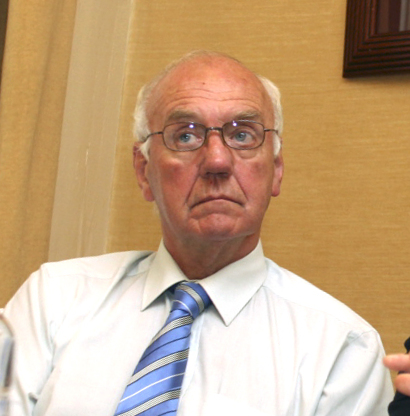
David Andrews bei der Premiere des Films 'Terminator 3 – Rebellion der Maschinen' 2003

David Andrews (* 2. November 1952 in Baton Rouge, Louisiana, USA) ist ein US-amerikanischer Schauspieler.

## Werdegang
Vor seiner Zeit als Schauspieler studierte er Jura, zunächst an der Louisiana State University in Baton Rouge, danach für ein Jahr an der Duke University in Durham und zwei weitere Jahre an der Stanford University in Stanford (Kalifornien), wo er Ende der 1970er Jahre seinen Abschluss machte.
Als er 1984, nach einigen Auftritten in Fernsehserien, eine Filmrolle in A Nightmare On Elm Street bekam, wandte er sich der Schauspielerei zu. Für den Rest der 1980er Jahre blieben weitere Kinoerfolge jedoch aus, da er sich auf eine TV-Karriere konzentrierte. Größere Bekanntheit in der Branche erlangte er 1992 in der Fernsehserie L.A. Machine. Obwohl er in einigen Hollywoodfilmen mitwirkte, wie z. B. Apollo 13, Hannibal oder Terminator 3, blieb er hauptsächlich ein Fernsehschauspieler. In der letzten Staffel der Fernsehserie JAG – Im Auftrag der Ehre verkörperte er den neuen JAG, Maj. Gen. Gordon „Biff“ Cresswell.

## Filmografie (Auswahl)
- 1982: Zeit der Sehnsucht (Days of Our Lives, Fernsehserie, 2 Folgen)
- 1984: Nightmare – Mörderische Träume (A Nightmare On Elm Street)
- 1987: Cherry 2000
- 1989: Miami Vice (Fernsehserie, Folge 5x12)
- 1990: Nachtschicht (Graveyard Shift)
- 1992: L.A. Machine (Mann And Machine, Fernsehserie, 9 Folgen)
- 1994: Wyatt Earp – Das Leben einer Legende (Wyatt Earp)
- 1995: Apollo 13
- 1995: The Monroes (Fernsehserie, 8 Folgen)
- 1996: Mutter mit Fünfzehn (Our Son, the Matchmaker)
- 1996: Murder One (Fernsehserie, 3 Folgen)
- 1997: Under Pressure (Bad Day On the Block)
- 1998: From the Earth to the Moon (Miniserie, 5 Folgen)
- 1998: Zu jung für ein Baby (Fifteen and Pregnant)
- 1999: Fight Club
- 2001: Hannibal
- 2002: Crossing Jordan – Pathologin mit Profil (Crossing Jordan, Fernsehserie, Folge 1x18)
- 2003: Practice – Die Anwälte (The Practice, Fernsehserie, 2 Folgen)
- 2003: Two Soldiers
- 2003: Terminator 3 – Rebellion der Maschinen (Terminator 3: Rise of the Machines)
- 2003–2004: Polizeibericht Los Angeles (L.A. Dragnet, Fernsehserie, 2 Folgen)
- 2003–2004: CSI: Vegas (CSI: Crime Scene Investigation, Fernsehserie, 2 Folgen)
- 2004: Star Trek: Enterprise (Fernsehserie, Folge 3x21)
- 2004: The Dead Will Tell
- 2004–2005: JAG – Im Auftrag der Ehre (JAG, Fernsehserie, 17 Folgen)
- 2005: Stealth – Unter dem Radar (Stealth)
- 2005: Surface – Unheimliche Tiefe (Fernsehserie, 3 Folgen)
- 2006: Stargate – Kommando SG-1 (Fernsehserie, Folge 10x7)
- 2006–2011: CSI: Miami (Fernsehserie, 2 Folgen)
- 2007: The Closer (Fernsehserie, Folge 3x05)
- 2008: Criminal Minds (Fernsehserie, Folge 4x04)
- 2008: 12 Miles of Bad Road (Fernsehserie, 6 Folgen)
- 2010: Fair Game – Nichts ist gefährlicher als die Wahrheit (Fair Game)
- 2010: Das Leuchten der Stille (Dear John)
- 2011: Lie to Me (Fernsehserie, Folge 3x12)
- 2012: Ein tolles Leben – Hast du keins, nimm dir eins (Arthur Newman)
- 2012–2013: Justified (Fernsehserie, 7 Folgen)
- 2013: Don’t Know Yet
- 2013: Dr. Dani Santino – Spiel des Lebens (Necessary Roughness, Fernsehserie, 5 Folgen)
- 2013: World War Z
- 2013, 2015: House of Cards (Fernsehserie, 2 Folgen)
- 2014: Crisis (Fernsehserie, 4 Folgen)
- 2014: Jessabelle – Die Vorhersehung (Jessabelle)
- 2015: Castle (Fernsehserie, Folge 7x18)
- 2015: Cocked
- 2015: Perception (Fernsehserie, Folge 3x12)
- 2015: Scandal (Fernsehserie, Folge 4x18)
- 2015: The Whispers (Fernsehserie, 11 Folgen)
- 2016–2018: Shooter (Fernsehserie, 8 Folgen)
- 2018: Tell Me a Story (Fernsehserie, 2 Folgen)
- 2019: The Boys (Fernsehserie, 2 Folgen)
- 2019: Watchmen (Fernsehserie, 1 Folge)
- 2019–2021: Queen of the South (Fernsehserie, 16 Folgen)
- 2022: The Black Hamptons (Miniserie, 4 Folgen)